# Цадиковский, Анатолий Анатольевич
Анатолий Анатольевич (наст. имя - Цадик Цадикович) Цадиковский (1919—2010) — советский дирижёр, создатель и руководитель ансамбля русских народных инструментов, использовавшийся для студийных записей в Государственном доме радиовещания и звукозаписи.

## Биография
Родился 27 ноября 1919 года на Украине в семье любавических хасидов. В 1939—1947 служил в Вооружённых Силах СССР, участвовал в Советско-финской и Великой Отечественной войне. После демобилизации долгое время работал в Государственном доме радиовещания и звукозаписи. В 1989 году иммигрировал в США. Скончался 2 мая 2010 в городе Финикс (штат Аризона).

## Примеры работ
Фильмы-концерты с Алексеем Покровским
- 1978 — С чего начинается Родина…
- 1983 — Любимые женщины (+ радиопостановка 1982 года)
- 1983 — Басни И. А. Крылова и шуточные песни
- Стихи и романсы
- С. Есенин

Грампластинки
- 1975 — Сказка о попе и работнике его Балде — M51-37511-12.
- 1977 — Алексей Покровский: Русские народные песни и романсы — С20-08717-18.
- 1979 — Алексей Покровский: По солдатским дорогам — С40-12539-40.
- 1980 — Соломон Хромченко: Неаполитанские песни — C10-15017-18.
- 1978 — Владимир Степанов. Старинные романсы и песни — С60-09371-72.
- 1987 — Алексей Покровский: Все как прежде, все та же гитара — С20-25843-005.

Участие в записи радиопередач
- 1986 — В рабочий полдень[4]